# Voices in the Sky
Voices in the Sky è una canzone del 1968 dei Moody Blues, presente nell'album In Search of the Lost Chord, composta dal chitarrista del gruppo Justin Hayward.